# Panolis telifera
Panolis telifera är en fjärilsart som beskrevs av Gustaf von Paykull 1786. Panolis telifera ingår i släktet Panolis och familjen nattflyn. Inga underarter finns listade i Catalogue of Life.